# La Jarretadera
La Jarretadera är en ort i Mexiko.   Den ligger i kommunen Ruíz och delstaten Nayarit, i den centrala delen av landet, 700 km väster om huvudstaden Mexico City. La Jarretadera ligger 63 meter över havet och antalet invånare är 4 463.
Terrängen runt La Jarretadera är platt åt sydväst, men åt nordost är den kuperad. Terrängen runt La Jarretadera sluttar västerut. Runt La Jarretadera är det ganska glesbefolkat, med 47 invånare per kvadratkilometer. Närmaste större samhälle är Estación Ruiz, 11,0 km väster om La Jarretadera. I omgivningarna runt La Jarretadera växer i huvudsak lövfällande lövskog.